# 紫衣事件
紫衣事件（しえじけん）是江戶時代初期，江戶幕府壓迫朝廷造成的朝幕間的對立事件。江戶時代初期的朝幕關係上，最大的不和及爭執，也顯示了幕府的優勢地位。後水尾天皇因此事件未和幕府商談而決意退位，對朝幕關係帶來深刻打擊的大對立。

## 紫衣
紫衣是紫色的法衣、袈裟，自古以來不問宗派，由朝廷賜予高德之僧・尼。顯示僧・尼尊貴之物，同時也是朝廷的收入來源之一。

## 概要
慶長18年（1613年），幕府為了統制寺院・僧侶和規範朝廷與宗教界的關係，制定「勅許紫衣竝山城大德寺妙心寺等諸寺入院之法度」（「勅許紫衣法度」「大德寺妙心寺等諸寺入院法度」），2年後，制定「禁中並公家諸法度」，禁止朝廷任意授予紫衣、上人稱號。
寛永4年（1627年），後水尾天皇依照從來的慣例通則，未諮詢幕府，勅許十數位僧侶着用紫衣。幕府（3代將軍・德川家光）得知後，認為勅許未經事前的商談是違反法度，宣布勅許狀無效，京都所司代・板倉重宗以違反法度命令朝廷取消紫衣。
面對幕府強硬態度的朝廷，強烈反對勅許無效，大德寺住持・澤庵宗彭、妙心寺的東源慧等等大寺的高僧也和朝廷同調，對幕府提出抗辯書。
寛永6年（1629年），幕府對澤庵等反抗幕府的高僧處以出羽國、陸奧國流罪之刑。
此事件可見江戶幕府「幕府的法度優先於天皇的勅許」的態度。也顯示原本只是朝廷官職之一的征夷大將軍和幕府在天皇之上的優勢地位。

## 脚注
1. ↑  池上裕子・小和田哲男・小林清治・池享・黒川直則編『クロニック 戦国全史』（講談社、1995年） 502頁参照。

## 参照文献
- 池上裕子・小和田哲男・小林清治・池享・黒川直則編『クロニック 戦国全史』(講談社、1995年)

## 關連項目
- 崇傳
- 春日局
- 明正天皇
- 雜學事件